# Gabriela Balicka-Iwanowska

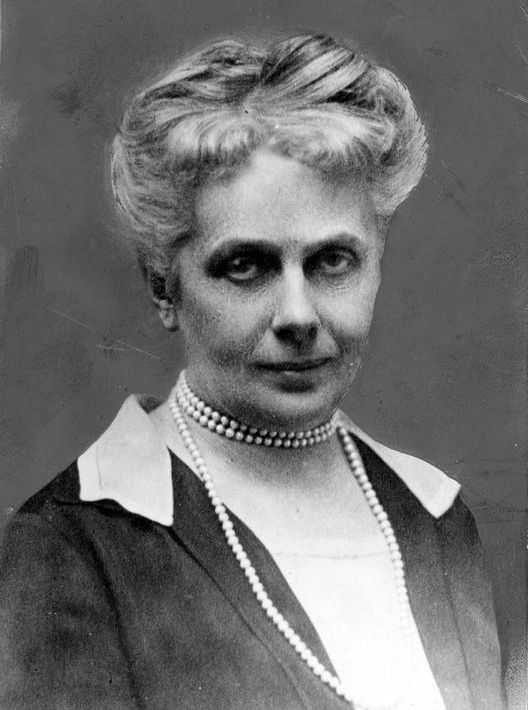
Gabriela Balicka-Iwanowska

Gabriela Balicka-Iwanowska (* 16. Mai 1867 in Warschau; † 19. Februar 1962 in Krakau) war eine polnische Botanikerin und Politikerin. Sie promovierte als eine der ersten polnischen Frauen, war die erste Polin mit einem Abschluss in Botanik und die erste Frau, die 1919 in den gesetzgebenden Sejm gewählt wurde.

## Leben
Balicka-Iwanowska war die dritte Tochter des Regierungsbeamten Antoni Iwanowski und seiner Frau Sybilla Iwanowska, geborene Rosenwerth. Ihre Mutter stammte aus einer Familie des Landadels und war Besitzerin des Gutes Wólka-Okrąglik in Podlasie. Ihre Mutter starb 1874,  ihr Vater 1884 nach schwerer Krankheit und obwohl sie verwaist war, gehörte sie weiterhin zur sozialen Elite von Warschau. 1889 absolvierte sie das Gymnasium in Warschau. Danach studierte sie an der Fakultät für Lebenswissenschaften der Universität Genf, wo sie 1890 einen Bachelor-Abschluss in Naturwissenschaften erwarb. Sie promovierte dort 1893 als eine der ersten polnischen Frauen bei dem Botaniker Robert Chodat mit der Dissertation Contribution a l’étude anatomique et systématique du genre Iris et des genres voisins. Im selben Jahr schenkte sie dem Polnischen Nationalmuseum in Rapperswill eine Ausgabe ihrer Dissertation. Der Cousin ihrer Mutter, Różyczka de Rosenwerth, war seit 1891 Verwalter des Museums, mit dem ihr Ehemann zusammenarbeitete. Nach ihrem Abschluss blieb sie in Genf, wo sie sowohl im Labor für Pflanzenphysiologie forschte als auch im Polnischen Jugendverband tätig war.
Während ihres Studiums wurde sie Mitglied des polnischen Jugendverbandes Zet (Związek Młodzieży Polskiej), einer Untergrundorganisation der polnischen akademischen Jugend, und heiratete 1891 den Soziologen Zygmunt Balicki, den Gründer von Zet. Ihr Ehemann gründete mit Roman Dmowski 1893 die Liga Narodowa und 1897 die Nationaldemokratische Partei Polens. 1895 begleitete sie ihren Mann auf einer Reise nach Amerika zum 11. Sejm des Polnischen Nationalbundes. 1896 zog sie mit ihrem Ehemann nach München, wo sie ihre wissenschaftlichen Aktivitäten bei dem Botaniker Karl von Goebel fortsetzte.
Balicka-Iwanowska und ihr Ehemann zogen 1898 nach Dębniki bei Krakau, da sie sich um ihre Nichte kümmerte, deren Eltern, ihre Schwester Józefa und deren Ehemann Józef Kossobudzcy, 1898 plötzlich durch eine ansteckende Krankheit gestorben waren. Von 1898 bis 1906 arbeitete sie mit dem Botaniker Emil Godlewski (Senior) an der Jagiellonen-Universität zusammen und veröffentlichte Forschungsarbeiten auf dem Gebiet der Anatomie, Zytologie und Physiologie. Sie leitete von 1906 bis 1911 Kurse an der TKN (Towarzystwo Kursów Naukowych), der Gesellschaft für wissenschaftliche Kurse, welche nach der Wiedererlangung der Unabhängigkeit 1918 in die Freie Polnische Universität Warschau (Wolna Wszechnica Polska) überführt wurde, und sie hielt Vorlesungen über Pflanzenphysiologie.
Während des Ersten Weltkriegs lebte sie in Warschau, engagierte sich bei dem Polnischen Roten Kreuz und übernahm die Leitung des auf Initiative der Gesellschaft zum Schutz der Frau gegründeten Seminars für Volkslehrer.

## Politische Aktivitäten

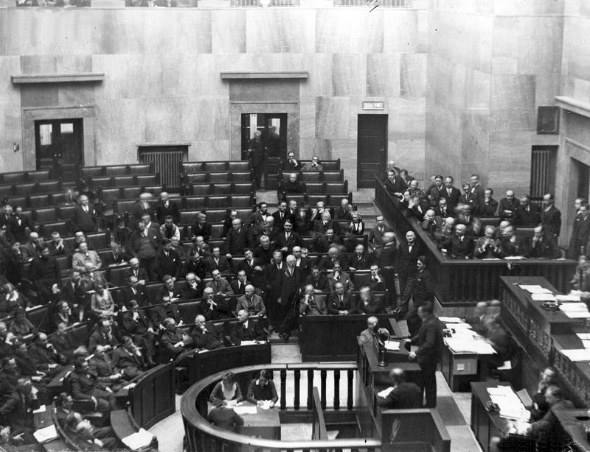
Die Nachtsitzung des Sejm in der Nacht vom 26. auf den 27. Januar 1931, bei der die Brest-Frage erörtert wurde. Gesamtansicht des Sitzungssaals während der Rede des Abgeordneten Stanisław Dubois

Nach Kriegsende erlangte Polen seine Unabhängigkeit zurück und Balicka-Iwanowska schlug eine politische Karriere ein. Nach dem nationalen Erlass vom 28. November 1918 erhielten Frauen aktives und passives Wahlrecht, wenn sie älter als 21 Jahre waren. Balicka-Iwanowska kandidierte für ein Amt, um in die oberste gesetzgebende Körperschaft des Landes gewählt zu werden. 1919 wurde sie in dem Bezirk Warschau gewählt und war die einzige Frau von den acht Abgeordneten des gesetzgebenden Sejm, wo sie im Verfassungsausschuss und im Bildungsausschuss tätig war. Sie wurde danach auch als Abgeordnete von 1922 bis 1927 in den Sejm I, von 1928 bis 1930 in den Sejm II und von 1930 bis 1935 in den Sejm III gewählt.
Sie wurde auch eine der führenden Aktivistinnen der neu gegründeten Nationalen Frauenorganisation. Sie engagierte sich für die Aufhebung der Beschränkungen der Bürgerrechte von Frauen und das Recht des Kindes auf den Schutz des Staates. Sie erarbeitete einen Gesetzentwurf über Beschränkungen des Verkaufs von alkoholischen Getränken, der am 23. April 1920 vom Sejm angenommen wurde.
Nach 1935 zog sich Balicka-Iwanowska aus dem politischen Leben zurück. Bis zum Ausbruch des Zweiten Weltkriegs lebte sie zusammen mit ihrem Pflegekind Janina und deren Ehemann Stefan Buszczyński in Warschau. Ab Mitte Oktober 1939 lebte sie auf dem Gut von Adam Sulikowski in Popień und zog dann Ende 1940 in das Herrenhaus in Górka Narodowa bei Krakau, wo sie bis zum Ende der deutschen Besatzung lebte. Nach dem Krieg wohnte sie in Krakau, wo sie 1962 starb und auf dem Friedhof Rakowicki beigesetzt wurde.
Zum Gedenken an die erste Sejm-Abgeordnete soll 2022 eine Gedenktafel auf einem Findling in der Nähe des Sejm-Gebäudes in Warschau angebracht werden.

## Veröffentlichungen (Auswahl)
- Contribution à l’étude anatomique et systématique du genre Iris et des genres voisins. (dissertation) Impr. Aubert-Schuchardt, 1893.
- mit Robert Chodat: Remarques sur la structure des Tremandracées. Romet, 1893.
- Die Morphologie des Thelygonum cynocrambe. Flora 83 (1897): 357–366.
- Contribution à l’étude du sac embryonnaire chez certain Gamopetales. Flora 86 (1899): 47–71.
- Recherches sur la décomposition et la régénération des corps albuminoides dans les plantes. 1903.
- Contribution à l’étude du rôle physiologique de l’acide phosphorique dans la nutrition des plantes. 1906.